# Pogonatum longisetum
Pogonatum longisetum là một loài rêu trong họ Polytrichaceae. Loài này được Brid. mô tả khoa học đầu tiên năm 1827.